# 니콜로 로벨라
니콜로 로벨라 (Nicolò Rovella, 2001년 12월 4일 ~ )는 이탈리아의 축구 선수이며, 현재 라치오에서 미드필더로 뛰고 있다.